# Peguis 1B
Peguis 1B är ett reservat i Kanada.   Det ligger i provinsen Manitoba, i den sydöstra delen av landet, 1 700 km väster om huvudstaden Ottawa.
Trakten runt Peguis 1B består till största delen av jordbruksmark. Runt Peguis 1B är det mycket glesbefolkat, med 6 invånare per kvadratkilometer.